# Olga Meerson
Olga Meerson (geb. Olga Anatoljewna Schnittke, wiss. Transliteration Šnitke, * 1959 in Moskau) ist eine Slawistin und Hochschullehrerin in den USA.

## Leben
Olga Schnittke, Cousine des deutsch-russischen Komponist Alfred Schnittke, emigrierte im Jahr 1974 nach Israel. Dort besuchte sie bis 1977 die Hebrew University High School in Jerusalem. 1977 heiratete sie den Theologen und russisch-orthodoxen Priester Dr. Michael Meerson.
Im selben Jahr übersiedelte sie in die USA und nahm ein Studium der Liberal Arts am Hunter College in New York City auf, das sie 1984 mit dem Bachelor abschloss. 1986 folgten der Magister Artium und 1991 die Dissertation in russischer Literatur an der Columbia University. Seit 1995 lehrt sie an der Universität von Georgetown; schon zuvor war sie ab 1987 in der Lehre tätig.
Aus der Ehe mit Michael Meerson gingen drei Kinder hervor.

## Publikationen (Auswahl)
- A Free Thing. The Poetics of Re-Familiarization in Andrei Platonov’s Work, Oakland 1997
- Dostoevsky’s Taboos, Dresden 1998
- Personalism as Poetics. The World of Fiction through Its Inhabitants’ Eyes / Personalizm kak poetika. Literaturnyj mir glazami ego obitatelej, St. Petersburg 2009